# モイコヴァツ
モイコヴァツ（モンテネグロ語・セルビア語: Mojkovac/Мојковац）は、モンテネグロ北部の町および基礎自治体である。2003年現在の人口は市街で4,120人、基礎自治体全体では10,066人であった。

## 地勢
モイコヴァツはタラ川の西岸に位置し、ビイェラシツァ山 (en) やシニャイェヴィナ山 (en) との間に位置する。

## 歴史
近隣には古い鉱山の町ブルスコヴォ (en) がある。地名は13世紀頃ステファン・ウロシュ1世の支配下、町に貨幣の鋳造所があったことに由来する。モイコヴァツは1916年にモンテネグロの軍隊がオーストリア＝ハンガリー帝国の軍を破ったモイコヴァツの戦い (en) で知られている。

## みどころ
モイコヴァツはいくつかみどころがあり、タラ川でラフティングが楽しめる。ドブリロヴィナのゲオルギオス修道院は1592年に遡るモイコヴァツにとっては歴史的にも文化的にも重要な記念物である。

## 交通
モイコヴァツにはベオグラード＝バール鉄道の駅がある。幹線道路はモンテネグロ沿岸部とポドゴリツァやモンテネグロ北部やセルビアとを結ぶ欧州自動車道路65、80号線が経由しジャブリャクやプリェヴリャへ通じている。ポドゴリツァ空港からは105km離れている。

## 人口
- モイコヴァツ市街の人口
  - 1981年3月3日 - 5,156人
  - 1991年3月3日 - 4,391人
  - 2003年9月1日 - 4,120人

- 民族構成（1991年）
  - モンテネグロ人 - 92.50%
  - セルビア人 - 5.17%

- 民族構成（2003年）
  - モンテネグロ人 - 54.77%
  - セルビア人 - 41.12%